# Astragalus alexeji
Astragalus alexeji är en ärtväxtart som beskrevs av Nikolai Fedorovich Gontscharow. Astragalus alexeji ingår i släktet vedlar, och familjen ärtväxter. Inga underarter finns listade i Catalogue of Life.